# Kriegsspielgemeinschaft
Kriegsspielgemeinschaft (KSG) ist ein Begriff aus der Endphase des Ersten und Zweiten Weltkriegs. In vielen Orten schlossen benachbarte Sportvereine ihre Mannschaften zu Spielgemeinschaften zusammen, da sie alleine nicht mehr genug Spieler hatten. In Ausnahmefällen gab es auch andere Gründe für die Bildung einer KSG: Die KSG Kiel von Kilia Kiel und Union-Teutonia Kiel wurde beispielsweise nicht wegen Spielermangels, sondern wegen Sportplatzmangels von UT eingegangen. Zu einem Zusammenschluss der Vereine kam es bei einer Kriegsspielgemeinschaft in der Regel nicht.
Vielfach trugen auch rivalisierende Klubs Spiele als Kriegsspielgemeinschaft aus. In Frankfurt am Main beispielsweise absolvierten die beiden größten Fußballvereine der Stadt, Eintracht und FSV, zwischen November 1944 und Januar 1945 fünf gemeinsame Partien. Einige dieser Zusammenschlüsse waren durchaus erfolgreich: In Hamburg gewannen Sperber/St. Georg 1918 die Bezirks-, Victoria/HFC 88 1919 sogar die Norddeutsche Meisterschaft.
Im Zweiten Weltkrieg konnten die KSGen, wie sie zumeist abgekürzt wurden, wie alle Vereine zusätzlich die Kriegsgastspieler-Regel nutzen und militärangehörige Fußballer auswärtiger Vereine einsetzen. Die Gauliga Hamburg 1944/45 bestand in ihrer letzten Saison 1944/45 aus zehn Mannschaften, darunter vier Kriegsspielgemeinschaften. In der KSG Alsterdorf hatten sich gleich vier Vereine zusammengetan.
Im Eishockey wurde die KSG Berlin – bestehend aus dem Berliner SC und dem SC Brandenburg – deutscher Eishockey-Meister 1944.